# Taylor Fritz
Taylor Harry Fritz (født 28. oktober 1997 i Rancho Santa Fe, Californien, USA) er en professionel mandlig tennisspiller fra USA.
Ved sommer-OL 2024 i Paris vandt Fritz og Tommy Paul bronzemedaljen, da de besejrede duoen fra Tjekkiet, Tomáš Macháč og Adam Pavlásek.